# Красночубый бородастик
Красночубый борода́стик (лат. Psilopogon pyrolophus) — вид дятлообразных птиц семейства бородастиковых. Подвидов не выделяют. Распространён в Западной Малайзии и на Суматре.

## Описание
Красночубый бородастик достигает длины 29 см и массы от 107 до 149 г. Половой диморфизм не выражен. Основная окраска оперения зелёная. Верхняя часть (спина, крылышко и маховые перья) тёмно-зеленая, а нижняя сторона светло-зелёная с небольшими вкраплениями жёлтого на груди и верхней части брюха. У самцов угольно-коричневые перья на макушке имеют малиново-красные окончания. Лицо серое, по лбу проходит белая полоса. Горло зелёное с жёлтым пятном, которое снизу окаймлено толстой чёрной полосой. Клюв мощный, серовато-жёлтого цвета, с неровной тёмной поперечной полосой посередине. У основания клюва есть пучки щетинковидных перьев, которые у самцов огненно-оранжевого цвета. Цвет ног варьируется от жёлто-зеленого, зелёного, серо-зелёного до коричневого. У самки нет красного цвета на макушке.
Позывка похожа на стрекот цикад.

## Распространение и места обитания
Красночубый бородастик распространён в Западной Малайзии и на Суматре. Естественной средой обитания являются широколиственные тропические влажные леса, а также тропические и субтропические горные леса. Встречается на высоте от 400 до 2020 метров над уровнем моря. Ведёт оседлый образ жизни. Питается инжиром, другими фруктами, насекомыми и другими членистоногими.